# シュルルクス
シュルルクス (Shululux) はソマリランドのトゲアー地域のブーホードレ地区にある村。ソマリランドのブーホードレ地区における拠点ウィドウィドの北にあり、道路でつながっている。
2016年12月、ソマリランド畜産長官とトゲアー地域知事により、シュルルクスとオダンレに新しい水用ポンプが提供された。
2019年、ソマリランド政府はシュルルクスなどにヘルスセンターを設立した。
2021年3月、ソマリランド政府関係者がシュルルクスを訪問し、歓迎された。